# El Hayeb
El Hayeb (árabe: الحاجب, al-Ḥājib; lenguas bereberes: ⴻⵍⵃⴰⵊⴻⴱ) es una ciudad situada en la región de Fez-Mequinez de Marruecos. Es la capital de la provincia de El Hayeb y tenía una población de 27.132 en 2004. El Hayeb se encuentra en la carretera P21 que puede llevar a los visitantes a Azrú e Ifrán. La mayoría de los nativos del pueblo son descendientes de los Zayanes, un pueblo bereber.